# Hidas, Baranya
Hidas este un sat în districtul Pécsvárad, județul Baranya, Ungaria, având o populație de 2.209 locuitori (2011). 

## Demografie
Componența etnică a satului Hidas
     Maghiari (87,8%)
     Germani (7,99%)
     Romi (3,92%)
     Necunoscut (0,15%)
     Slovaci (0,15%)
     Alții (0,15%)
Componența confesională a satului Hidas
     Romano-catolici (34%)
     Reformați (21,46%)
     Luterani (5,07%)
     Fără religie (4,07%)
     Necunoscută (34,9%)
     Atei (0,5%)
     Alte religii (2,35%)
Conform recensământului din 2011, satul Hidas avea 2.209 locuitori. Din punct de vedere etnic, majoritatea locuitorilor (87,8%) erau maghiari, existând și minorități de germani (7,99%) și romi (3,92%). Apartenența etnică nu este cunoscută în cazul a 0,15% din locuitori. Nu există o religie majoritară, locuitorii fiind romano-catolici (34,0%), reformați (21,46%), luterani (5,07%) și persoane fără religie (4,07%). Pentru 34,9% din locuitori nu este cunoscută apartenența confesională.